# Primordia
Primordia ist ein Point-and-Click-Adventure-Computerspiel, das von Wormwood Studios entwickelt und am 5. Dezember 2012 von Wadjet Eye Games für Microsoft Windows, macOS und Linux veröffentlicht wurde. Eine Portierung auf iOS erschien am 21. September 2016. Für Nintendo Switch erschien eine Fassung am 2. März 2022.

## Entwicklung
Das Spiel absolvierte die Steam-Greenlight-Abstimmung. Gesprochen wurde es von Logan Cunningham. Für Vorbesteller wurde eine Version mit DVD-Hülle versandt.

## Handlung
Das Spiel setzt lange nach einer Postapokalypse ein, in der die Menschheit ausgestorben ist und die Welt von intelligenten Maschinen bevölkert wird. Die Epoche der Menschheit gilt als längst vergessen. Der Protagonist ist ein Roboter, der die vergangene Menschheit jedoch verehrt und Prinzipien wie Freiheit und Unabhängigkeit wertschätzt. Er lebt daher außerhalb der Großsiedlungen und hat sich selbst einen fliegenden Sidekick geschaffen. Eine fremde Maschine dringt gewaltsam in sein Haus ein und entwendet seine überlebensnotwendige Energiequelle. Es gilt nun, sein Eigentum zurückzuerobern.

## Rezeption
Primordia zähle zu den Überraschungstiteln des Jahres. Das Tempo der Erzählung sei im ersten Drittel der Erzählung nicht sonderlich hoch, gehe später jedoch in eine dramaturgisch stimmige Geschichte über voller interessanter Charaktere und dichter Atmosphäre. Es böte interessante Ansätze im Rätseldesign. Kameraführung und Animationen seien zu retro. Da markante Details fehlen, erkenne man oft Interaktionsmöglichkeiten oder Sammelobjekte nicht. Die Atmosphäre sei düster und bizarr, der Humor zynisch und trocken. Die Pixelart-Grafik im Stile der 1990er sei wunderschön. Die Spielwelt habe einen ganz eigenen Flair. Die Sprachausgabe sei hervorragend gelungen. Insgesamt sei es ein rundes Spiel mit fairen Rätseln. Hervorzuheben seien die verschiedenen Enden.